# Zawołżsk
Zawołżsk – miasto w Rosji, w obwodzie iwanowskim. W 2010 roku liczyło 12 045 mieszkańców.